# Memorias de un reportero
Memorias de un reportero —cuyo título original, en inglés, fue A Reporter's Life— es un libro autobiográfico escrito por el periodista Walter Cronkite. Publicado por la editorial Ballantine Books el 28 de octubre de 1997, Cronkite, a sus ochenta años, repasa en sus 384 páginas décadas de reporterismo.

## Sinopsis
| «Una carrera puede calificarse de exitosa si uno puede mirar hacia atrás y decir: yo marqué una diferencia. No creo que pueda decir esto». —Walter Cronkite, en Memorias de un reportero. |

En libro se narran las experiencias profesionales del autor a lo largo de varias décadas de trabajo, desde que comenzara cubriendo la Segunda Guerra Mundial hasta que pronunció «Y así es como son las cosas» en su último telediario, en 1981. Se incluyen la llegada del hombre a la Luna, el asesinato de John Kennedy o los movimientos de liberación sudafricanos, entre otros. Asimismo, incluye anotaciones personales acerca de sus encuentros con los presidentes Franklin D. Roosevelt y Richard Nixon.
Además, Cronkite aprovecha para criticar el estado del periodismo y los bajos niveles de lectura en Estados Unidos en la década de los 90. El autor también lamenta haber sido partícipe de la suplantación de la prensa escrita por la televisión en el país americano, con la pérdida de profundidad que eso conlleva.

## Crítica
El libro recibió, en general, críticas positivas. Tom Wicker, en su reseña para el New York Times, describió a Cronkite como «un hombre serio» y alabó la autobiografía: «Es la historia de un hombre modesto que triunfó de manera extravagante gracias a que fue el mismo». En Publishers Weekly se asegura que Cronkite se presenta en las memorias en su forma más «relajada y lisonjera».